# Dave DeBusschere
David Albert DeBusschere, detto Dave (Detroit, 16 ottobre 1940 – New York, 14 maggio 2003), è stato un cestista, giocatore di baseball, allenatore di pallacanestro e dirigente sportivo statunitense, professionista nella NBA e nella MLB.

## Carriera cestistica

### Gli inizi fra il baseball e i Pistons
Sin dalle High School, la passione sportiva di DeBusschere si divise fra baseball e basket. Dave continuò a praticare entrambi ad alto livello anche al college. A Detroit University, partecipò al torneo NCAA in entrambi gli sport, e venne contattato da scout di squadre professionistiche sia della MLB che della NBA. L'indecisione nella scelta fu tale che, alla fine, accettò entrambe le offerte e per una stagione (1963) giocò contemporaneamente per i Chicago White Sox e per i Detroit Pistons.

### Il passaggio definitivo alla pallacanestro
Nell'autunno del 1963, DeBusschere prese la sofferta decisione di dedicarsi esclusivamente alla pallacanestro, anche in seguito alla gratificante proposta di Fred Zollner, proprietario dei Pistons, di ricoprire l'importante carica di giocatore e allenatore a Detroit, la cui panchina guidò per 3 stagioni (dal 1965 al 1967). Già nei primi anni in NBA, Dave era riuscito a mettere in mostra il suo grande potenziale, fatto di difesa acerrima e versatile e di intelligenza cestistica fuori dal comune in attacco; tornando al ruolo unico di giocatore, DeBusschere poté finalmente giocare con maggiore tranquillità e concentrazione, annotando la sua miglior stagione durante il periodo a Detroit che, pur disponendo dell'altra stella di casa Dave Bing, non riuscì a fare strada ai play-off. Durante questo periodo di consacrazione, sempre più squadre si dichiararono interessate al gioiello DeBusschere, e a metà della stagione 1968-69 i New York Knicks, che più delle altre franchigie erano stati insistenti nei suoi confronti, lo acquisirono in cambio dell'ottimo centro Walt Bellamy e della guardia Howard Komives.

### Con New York
L'etica lavorativa e l'enorme impegno profuso in ogni partita fecero di Dave la pedina decisiva di una squadra allo stesso tempo ricchissima di talento puro e dedita ad un grandissimo impegno difensivo. Coach Red Holzman seppe subito trovare il ruolo adatto di DeBusschere in squadra, ponendo le proprie statistiche in secondo piano, difendendo come un ossesso sul proprio uomo e cercando sempre le scelte più efficaci in attacco, grazie anche alla sua esperienza da allenatore.

#### Il primo titolo
Nel 1969 il trionfale cammino ai play-off dei Knicks era stato bruscamente interrotto dai Celtics, che guidati da Bill Russell si apprestavano a vincere l'ultimo titolo della dinastia. Il 1970 fu per New York un anno strepitoso: il roster di primissimo livello, che disponeva (oltre a DeBusschere) di Walt Frazier, Willis Reed e Bill Bradley, portò i Knickerbockers alla bellezza di 60 vittorie in stagione regolare (a fronte di 22 sconfitte). Nei play-off il cammino iniziò particolarmente in salita, con una serie vittoriosa lunga ben sette partite contro i Baltimore Bullets. Passata anche la finale di conference contro i Milwaukee Bucks, le Finals vennero disputate contro i fortissimi Los Angeles Lakers: la serie si prolungò anche in questo caso fino a gara-7, dove furono celebri l'eroico gesto dell'infortunato Reed e la fenomenale partita di Frazier, e con una vittoria di larga misura New York vinse il primo titolo della sua storia. Il contributo di Dave DeBusschere fu illuminante, grazie ai favolosi duelli difensivi e offensivi che mise in atto contro la portentosa ala Elgin Baylor.

#### Il secondo titolo
Dopo uno sfortunato 1971, i Knicks tornarono alle finali NBA nel 1972, ancora contrapposti ai Lakers; stavolta furono però i gialloviola ad avere la meglio per 4-1.
L'anno seguente, New York si presentò con una squadra ancor più fornita, aggiungendo alle stelle della formazione campione del 1970 anche i fortissimi Jerry Lucas e Earl Monroe. I playoff portarono come unico ostacolo i tenaci Celtics, che alla fine furono ugualmente sconfitti, e le Finals presentarono nuovamente la sfida New York - Los Angeles, per quella che si presentava come la resa dei conti definitiva. Stavolta la serie si piegò nettamente in favore di New York, che vincendo in 5 gare si misero al dito il secondo anello della loro storia.
Nel 1974 era ormai finita l'era dei Knicks, che furono bloccati al 2º turno della post-season. Fu l'ultima stagione per DeBusschere.

### Dopo il ritiro
Dopo il ritiro dal basket giocato, Dave rimase legato al mondo della pallacanestro, prima in ABA rivestendo il ruolo di General Manager dei New York Nets nel 1974 e poi nel 1975, anno in cui assunse la carica di Commissioner della American Basketball Association fino alla fusione tra ABA e NBA nel 1976.
Divenne in seguito assistente allenatore ai Knicks e in seguito Director of basketball operations dei New York Knicks dal 1982 al 1986: viene ricordato anche per la scelta alla numero 1 di Patrick Ewing al draft 1985.
Il 14 maggio del 2003, all'età di 62 anni, fu colpito da un infarto che ne
causò la morte.

## Statistiche
| † | Denota una stagione in cui ha vinto il titolo NBA |
| * | Primo nella lega                                  |

### NBA

#### Regular Season
| Anno       | Squadra         | PG  | PT | MP   | TC%  | 3P% | TL%  | RP   | AP  | PRP | SP  | PP   |
| ---------- | --------------- | --- | -- | ---- | ---- | --- | ---- | ---- | --- | --- | --- | ---- |
| 1962-1963  | Detroit Pistons | 80* | -  | 29,4 | 43,0 | -   | 71,8 | 8,7  | 2,6 | -   | -   | 12,7 |
| 1963-1964  | Detroit Pistons | 15  | -  | 20,3 | 39,1 | -   | 58,1 | 7,0  | 1,5 | -   | -   | 8,6  |
| 1964-1965  | Detroit Pistons | 79  | -  | 35,1 | 42,5 | -   | 70,0 | 11,1 | 3,2 | -   | -   | 16,7 |
| 1965-1966  | Detroit Pistons | 79  | -  | 34,1 | 40,8 | -   | 65,9 | 11,6 | 2,6 | -   | -   | 16,4 |
| 1966-1967  | Detroit Pistons | 78  | -  | 37,1 | 41,5 | -   | 70,5 | 11,8 | 2,8 | -   | -   | 18,2 |
| 1967-1968  | Detroit Pistons | 80  | -  | 39,1 | 44,2 | -   | 66,4 | 13,5 | 2,3 | -   | -   | 17,9 |
| 1968-1969  | Detroit Pistons | 29  | -  | 37,7 | 44,7 | -   | 72,3 | 12,2 | 2,2 | -   | -   | 16,3 |
| 1968-1969  | N.Y. Knicks     | 47  | -  | 39,4 | 44,2 | -   | 68,2 | 11,4 | 2,7 | -   | -   | 16,4 |
| 1969-1970† | N.Y. Knicks     | 79  | -  | 33,3 | 45,1 | -   | 68,8 | 10,0 | 2,5 | -   | -   | 14,6 |
| 1970-1971  | N.Y. Knicks     | 81  | -  | 35,7 | 42,1 | -   | 69,6 | 11,1 | 2,7 | -   | -   | 15,6 |
| 1971-1972  | N.Y. Knicks     | 80  | -  | 38,4 | 42,7 | -   | 72,8 | 11,3 | 3,6 | -   | -   | 15,4 |
| 1972-1973† | N.Y. Knicks     | 77  | -  | 36,7 | 43,5 | -   | 74,6 | 10,2 | 3,4 | -   | -   | 16,3 |
| 1973-1974  | N.Y. Knicks     | 71  | -  | 38,0 | 46,1 | -   | 75,6 | 10,7 | 3,6 | 0,9 | 0,5 | 18,1 |
| Carriera   | Carriera        | 875 | -  | 35,7 | 43,2 | -   | 69,9 | 11,0 | 2,9 | 0,9 | 0,5 | 16,1 |

#### Playoffs
| Anno     | Squadra         | PG  | PT | MP   | TC%  | 3P% | TL%  | RP   | AP  | PRP | SP  | PP   |
| -------- | --------------- | --- | -- | ---- | ---- | --- | ---- | ---- | --- | --- | --- | ---- |
| 1963     | Detroit Pistons | 4   | -  | 39,8 | 42,4 | -   | 68,2 | 15,8 | 1,5 | -   | -   | 20,0 |
| 1968     | Detroit Pistons | 6   | -  | 43,8 | 42,5 | -   | 57,8 | 16,2 | 2,2 | -   | -   | 19,3 |
| 1969     | N.Y. Knicks     | 10  | -  | 41,9 | 35,1 | -   | 82,0 | 14,8 | 3,3 | -   | -   | 16,3 |
| 1970†    | N.Y. Knicks     | 19* | -  | 36,9 | 42,1 | -   | 66,2 | 11,6 | 2,4 | -   | -   | 16,1 |
| 1971     | N.Y. Knicks     | 12  | -  | 40,7 | 41,6 | -   | 65,9 | 13,0 | 1,8 | -   | -   | 16,4 |
| 1972     | N.Y. Knicks     | 16* | -  | 38,5 | 45,0 | -   | 75,0 | 12,1 | 2,3 | -   | -   | 16,6 |
| 1973†    | N.Y. Knicks     | 17* | -  | 37,2 | 44,2 | -   | 77,5 | 10,5 | 3,4 | -   | -   | 15,6 |
| 1974     | N.Y. Knicks     | 12  | -  | 33,7 | 38,0 | -   | 62,1 | 8,3  | 3,2 | 0,6 | 0,3 | 12,0 |
| Carriera | Carriera        | 96  | -  | 38,4 | 41,6 | -   | 69,8 | 12,0 | 2,6 | 0,6 | 0,3 | 16,0 |

## Palmarès
- Campionato NBA: 2

New York Knicks: 1970, 1973
- 8 All-Star Game disputati;
- Incluso nel miglior quintetto rookie della stagione 1962-63;
- Incluso 6 volte nel miglior quintetto difensivo della lega(il riconoscimento è stato inserito solo a partire dal 1969) ed 1 nel secondo quintetto NBA (1969);
- Quarantottesimo miglior rimbalzista di sempre NBA;
- La sua maglia numero 22 è stata ritirata dai New York Knicks;
- Nel 1983 è stato introdotto nella Basketball Hall of Fame;
- Nel 1997 il suo nome è stato incluso nella lista commemorativa dei 50 migliori giocatori del cinquantenario della NBA
- Inserito nel NBA 75th Anniversary Team

## Carriera nel baseball
Nel 1962 DeBusschere è stato messo sotto contratto dai Chicago White Sox come agente libero dilettante. È stato lanciatore per i Chicago White Sox a partire dal 1962-63. Ha lanciato una partita completa senza punti il 13 agosto 1963 contro i Cleveland Indians, permettendo 6 valide, 1 base per ball e 3 strike out. In 22 alla battuta in carriera subì solo una valida, una singola di Bennie Daniels il 17 luglio 1973. Ha lanciato in minor league con i White Sox per altre due stagioni prima smettere di lanciare e di concentrarsi sul giocare e allenare a pallacanestro.
È uno dei soli 11 atleti ad aver giocato sia in Major League Baseball che in National Basketball Association o la precedente Basketball Association of America. Gli altri sono Mark Hendrickson, Danny Ainge, Gene Conley, Ron Reed, Dick Groat, Steve Hamilton, Cotton Nash, Frankie Baumholtz, Dick Ricketts e Chuck Connors.